# Rüfenach
Rüfenach ist eine Einwohnergemeinde im Schweizer Kanton Aargau. Sie gehört zum Bezirk Brugg und liegt etwas mehr als zwei Kilometer nördlich des Bezirkshauptorts Brugg. Rüfenach ist nicht zu verwechseln mit der Ortschaft Rüfenacht im Kanton Bern.

## Geographie
Die Gemeinde erstreckt sich am Nordfuss des Bruggerbergs (516 m ü. M.) und des Reinerbergs (516 m ü. M.), den südöstlichsten Ausläufern des Tafeljuras. Sie besteht aus den drei Dörfern Rüfenach, Hinterrein (394 m ü. M.) und Vorderrein (397 m ü. M.). Die zwei letztgenannten Dörfer bildeten bis 1898 die selbständige Gemeinde Rein. Am westlichsten ist Rüfenach, das mitten in der weiten Rüfenacher Ebene liegt. Leicht erhöht in der Mitte liegt Hinterrein. Am östlichsten liegt Vorderrein auf einem vorspringenden Hügel. Die Ostseite dieses Hügels fällt sehr steil zur Aare ab, der Höhenunterschied beträgt rund 70 Meter. Entwässert wird das Gemeindegebiet durch den Reinerbach.
Die Fläche des Gemeindegebiets beträgt 417 Hektaren, davon sind 171 Hektaren bewaldet und 49 Hektaren überbaut. Der höchste Punkt liegt auf 522 Metern auf dem Reinerberg, der tiefste auf 325 Metern nahe dem Aareufer bei Vorderrein. Nachbargemeinden sind Villigen im Norden und Nordosten, Brugg im Südosten, Riniken im Südwesten und Remigen im Nordwesten.

## Geschichte
1914 kamen bei Ausgrabungen im Rüfenacher Dorfzentrum die Reste eines römischen Gutshofes zum Vorschein. Münzen und diverse Gegenstände lassen darauf schliessen, dass die Anlage vom späten 1. bis zum mittleren 4. Jahrhundert bewohnt war. Seit dem 8. Jahrhundert war Rein der Mittelpunkt eines Hofes, das dem Kloster Murbach im Elsass gehörte (als Hof bezeichnete man damals die Grundherrschaft über ein grösseres Gebiet). Er umfasste neben Rein und Rüfenach auch die Dörfer Lauffohr, Remigen, Stilli und Villigen. Die erste urkundliche Erwähnung von Rufinach erfolgte im Jahr 1227. Der Ortsname stammt vom spätlateinischen (praedium) Rufinacum und bedeutet «dem Rufinus gehörendes Landgut».
Im 13. Jahrhundert fassten die Habsburger ihre Herrschaftsrechte westlich und nördlich von Brugg im Gericht Bözberg zusammen. Dazu gehörten neben den obgenannten Dörfern auch Oberbözberg, Unterbözberg, Linn und Mönthal. In diesen Dörfern übten die Habsburger die Blutgerichtsbarkeit aus. König Rudolf I. kaufte 1291 den Hof Rein und war damit nicht nur oberster Richter, sondern auch der bedeutendste Grundherr. 1345 schenkte Königin Agnes von Ungarn den Hof dem Kloster Wittichen im Kinzigtal. Ab 1348 wechselte das Gericht durch Verpfändung mehrmals den Besitzer und kam 1377 schliesslich zur Herrschaft Schenkenberg.
Als 1460 die Stadt Bern das Gebiet westlich der Aare eroberte, änderte sich an den Rechten des Klosters nichts. Die Nonnen mussten allerdings die Einführung der Reformation im Jahr 1528 hinnehmen. 1544 verkaufte das Kloster den Hof Rein an Graf Hartmann von Hallwyl. Im Jahr 1566 erfolgte die Trennung des Gerichtsbezirks Bözberg, und die Gerichtsfälle des Hofes Rein wurden von nun an in Stilli verhandelt. Zwischen 1588 und 1599 erwarb die Stadt Brugg zwei Drittel des Hofes, Bern das übrige Drittel. Beim Franzoseneinfall im März 1798 entmachteten die Franzosen die «Gnädigen Herren» von Bern und riefen die Helvetische Republik aus, die 1803 aufgelöst wurde. Der Hof Rein gehörte nun zum Kanton Aargau. 1799 verlief die Frontlinie im Zweiten Koalitionskrieg mitten durch das untere Aaretal. In der Region gab es mehrere Feldlager der französischen Armee. Durch Requisitionen und Plünderungen erlitten die Dorfbewohner grosse Not.
1803 löste der Kanton Aargau den Hof Rein auf und erhob die einzelnen Dörfer zu selbständigen Gemeinden. Rund hundert Jahre später verfolgte der Kanton eine aktive Fusionspolitik und löste zahlreiche kleine Gemeinden auf. Unter anderem sollte Rein mit der Gemeinde Rüfenach verschmolzen werden. Die Bewohner Reins wehrten sich und zogen den Fall bis vor das Bundesgericht, jedoch ohne Erfolg: Am 1. Januar 1898 wurde die Fusion vollzogen. Während des Zweiten Weltkriegs gehörte die Sperrstelle Rein-Roost der 5. Division 1939/40 zu den wichtigsten Abschnitten der Limmatstellung der Schweizer Armee. Bis weit ins 20. Jahrhundert hinein blieben Rüfenach und Rein landwirtschaftlich geprägte Dörfer. Ab den 1960er Jahren verstärkte sich die Bautätigkeit, und die Einwohnerzahl stieg um mehr als das Zweieinhalbfache.

## Sehenswürdigkeiten
Die aus dem 9. Jahrhundert stammende Kirche Rein war einst der Mittelpunkt einer ausgedehnten Pfarrei und wies romanische und gotische Elemente auf. Wegen Baufälligkeit musste sie 1863 abgetragen werden. An ihrer Stelle entstand 1864 nach den Plänen des Zürcher Staatsbaumeisters Johann Caspar Wolff ein Neubau im Stile des Historismus. 1814 stiftete der Baumwollindustrielle Johann Heinrich Meyer ein Armen- und Waisenhaus, die Meyersche Anstalt. Die Anlage im Stile des ländlichen Klassizismus diente von 1947 bis 2016 als Beobachtungsstation der kantonalen Kinder- und Jugendpsychiatrie. Das historische Wirtshaus «Blauer Engel»  erhielt seinen heutigen Namen während des Zweiten Weltkriegs, als die Wirtshaustochter Anni Vogt die im Dorf einquartierten Soldaten in der blauen Aargauer Tracht bewirtete.

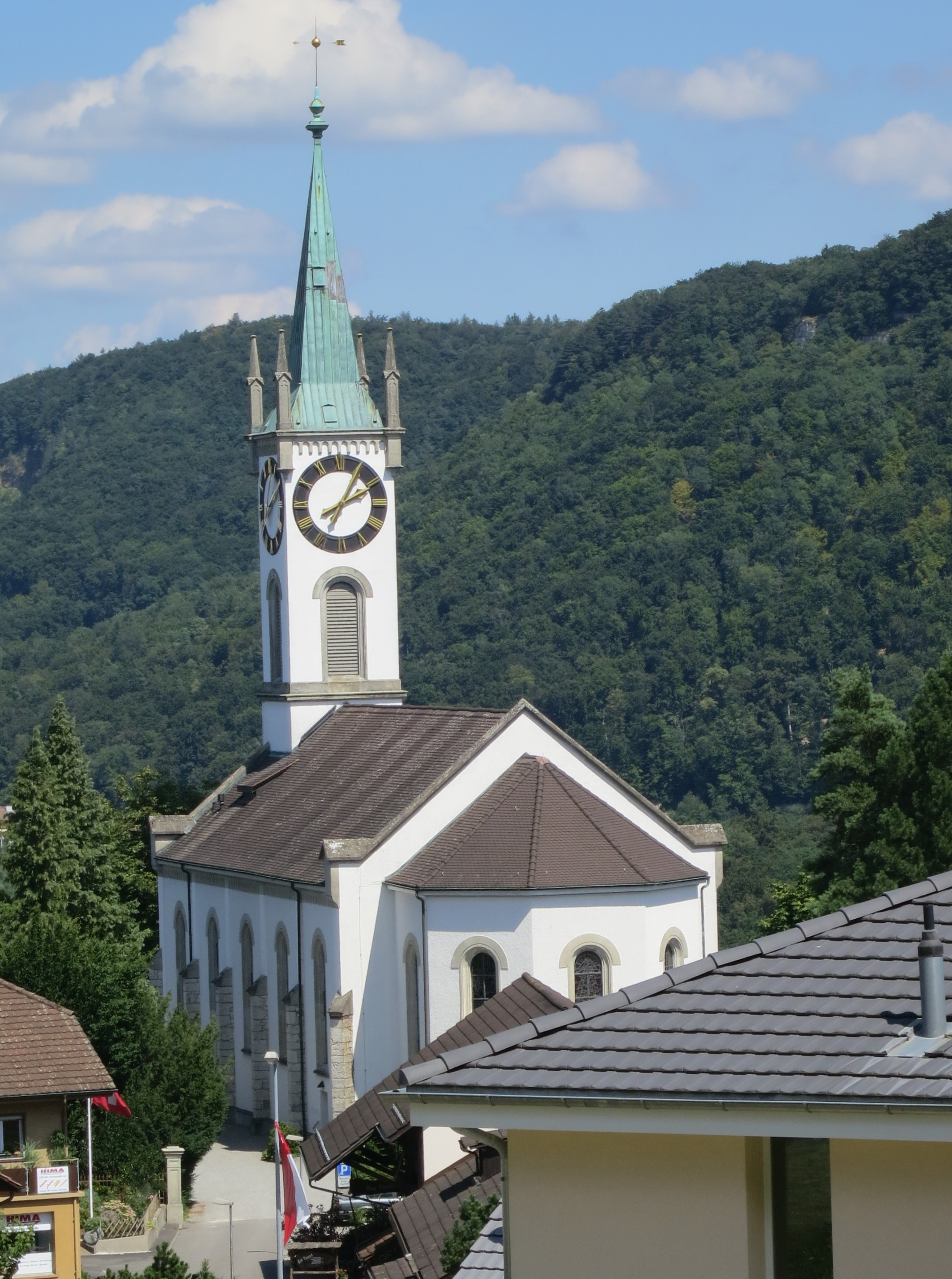
Kirche Vorderrein
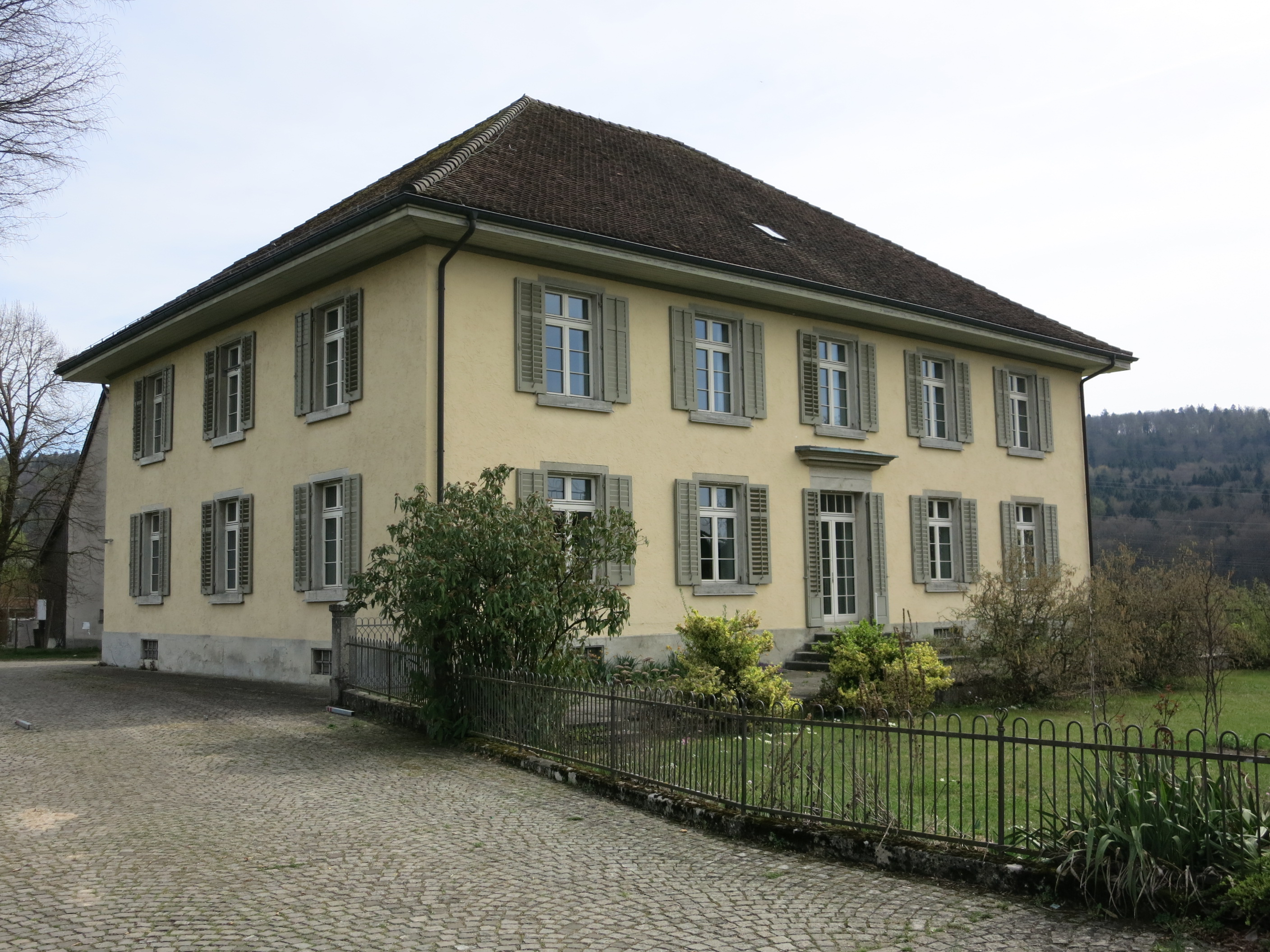
Hauptgebäude der ehemaligen «Meyerschen Anstalt»
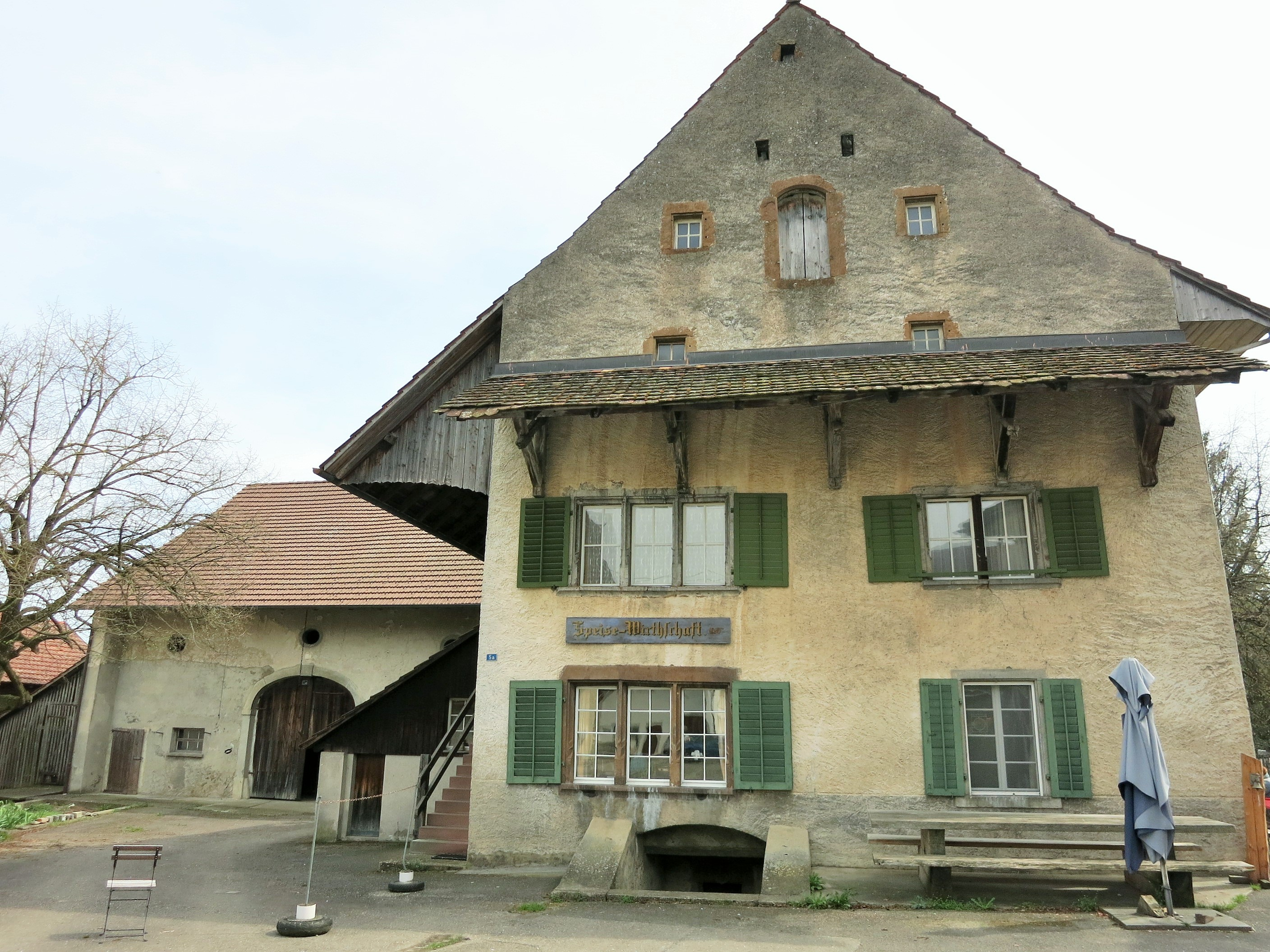
Speisewirtschaft «Blauer Engel»
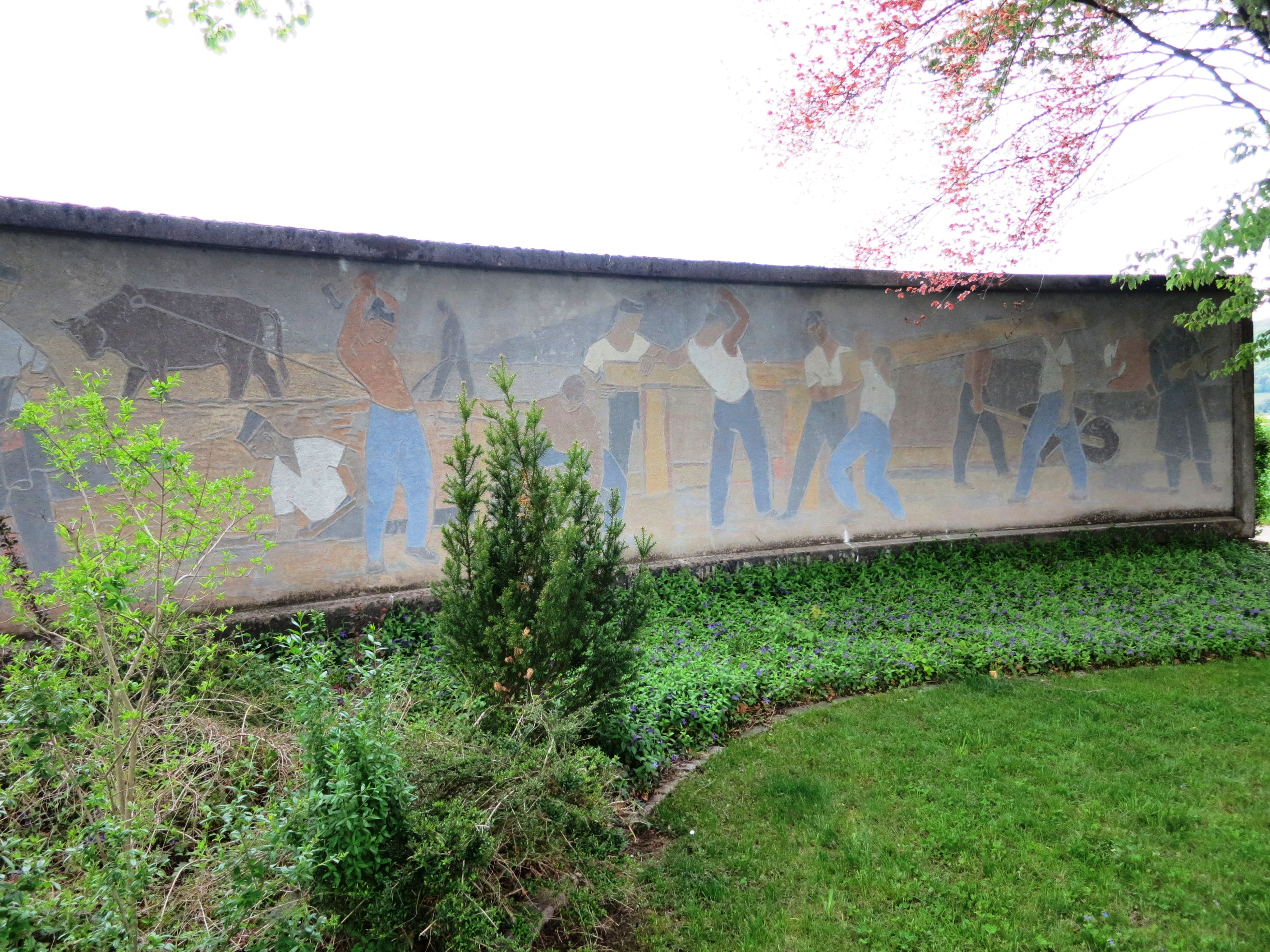
Denkmal der 5. Division, Aktivdienst 1939–45 von Ernst Leu, 1940
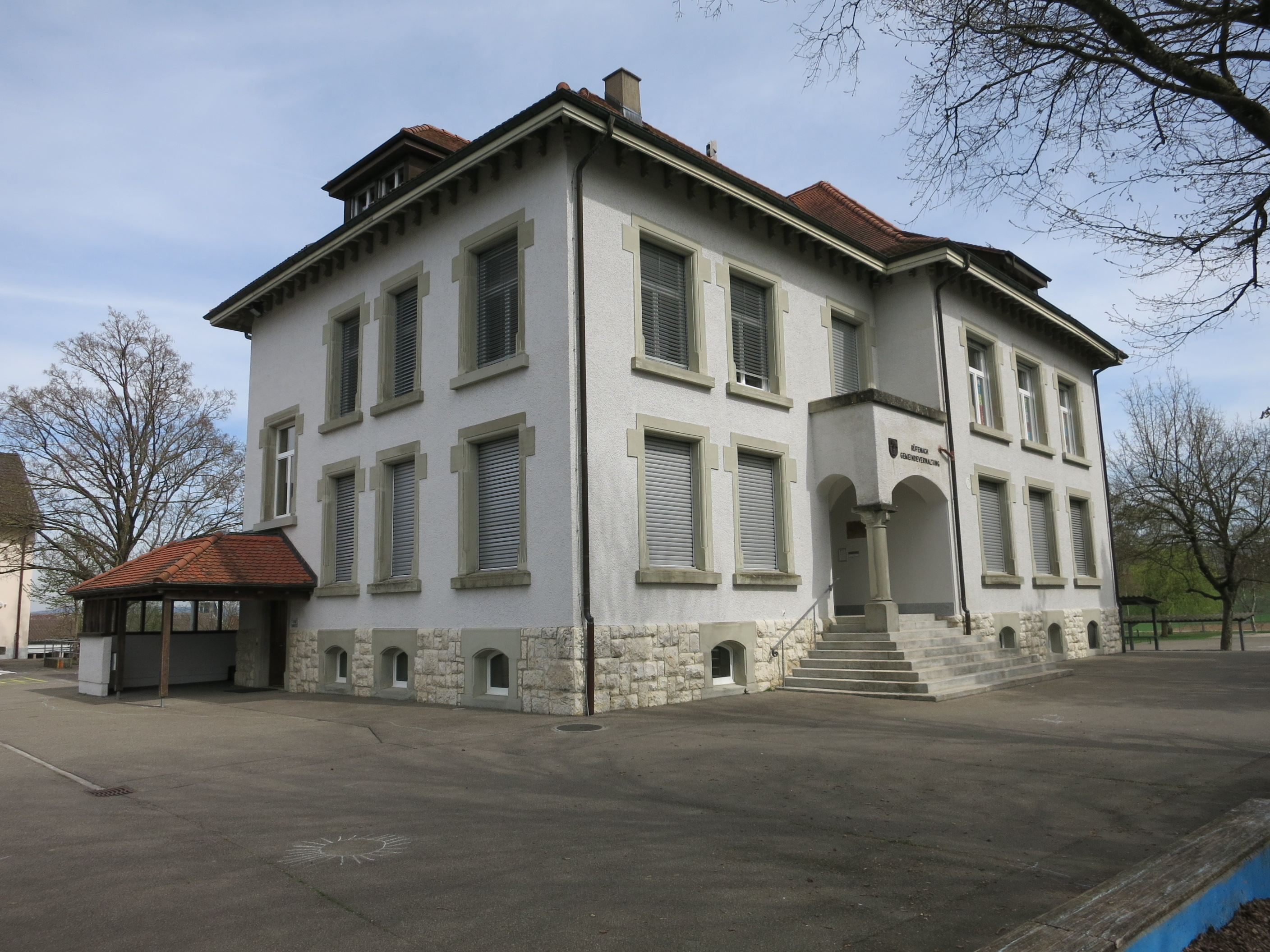
Gemeindehaus

## Wappen
Die Blasonierung des Gemeindewappens lautet: «In Blau gelbe Korngarbe.» Das Gemeindesiegel aus dem Jahr 1821 zeigte noch einen stehenden Stier. Die Korngarbe erscheint erstmals auf dem Siegel von 1872 und weist auf die landwirtschaftliche Tradition der Gemeinde hin.

## Bevölkerung
Die Einwohnerzahlen entwickelten sich wie folgt:
| Jahr      | 1764 | 1850 | 1900 | 1930 | 1950 | 1960 | 1970 | 1980 | 1990 | 2000 | 2010 | 2020 |
| Einwohner | 124  | 370  | 266  | 283  | 272  | 334  | 450  | 518  | 624  | 727  | 867  | 863  |

Am 31. Dezember 2023 lebten 874 Menschen in Rüfenach, der Ausländeranteil betrug 14,5 %. Bei der Volkszählung 2015 bezeichneten sich 42,3 % als reformiert und 28,6 % als römisch-katholisch; 29,1 % waren konfessionslos oder gehörten anderen Glaubensrichtungen an. 94,9 % gaben bei der Volkszählung 2000 Deutsch als ihre Hauptsprache an sowie je 1,1 % Albanisch und Portugiesisch.

## Politik und Recht
Die Versammlung der Stimmberechtigten, die Gemeindeversammlung, übt die Legislativgewalt aus. Ausführende Behörde ist der fünfköpfige Gemeinderat. Er wird im Majorzverfahren vom Volk gewählt, seine Amtsdauer beträgt vier Jahre. Der Gemeinderat führt und repräsentiert die Gemeinde. Dazu vollzieht er die Beschlüsse der Gemeindeversammlung und die Aufgaben, die ihm vom Kanton zugeteilt wurden. Für Rechtsstreitigkeiten ist in erster Instanz das Bezirksgericht Brugg zuständig. Rüfenach gehört zum Friedensrichterkreis VIII (Brugg).
Gemeindeammann ist Andreas Ulrich (Stand Februar 2023).

## Wirtschaft
In Rüfenach gibt es gemäss der im Jahr 2015 erhobenen Statistik der Unternehmensstruktur (STATENT) rund 230 Arbeitsplätze, davon 18 % in der Landwirtschaft, 12 % in der Industrie und 70 % im Dienstleistungssektor. Die meisten Erwerbstätigen sind Wegpendler und arbeiten in Brugg und Umgebung.

## Verkehr
Rüfenach, Vorderrein und Hinterrein werden durch Nebenstrassen erschlossen. Die Kantonsstrasse 277 von Stilli über Remigen nach Laufenburg führt wenige hundert Meter nördlich an den Dörfern vorbei. Eine Postautolinie vom Bahnhof Brugg nach Mönthal bindet die Gemeinde an das Netz des öffentlichen Verkehrs an. An Wochenenden verkehrt ein Nachtbus von Brugg über Rüfenach, Villigen und Remigen nach Riniken.

## Bildung
Rüfenach verfügt über einen Kindergarten und ein Schulhaus, in dem die Primarschule unterrichtet wird. Sämtliche Oberstufen (Realschule, Sekundarschule und Bezirksschule) können in Brugg besucht werden. Die nächstgelegenen Gymnasien sind die Kantonsschule Baden und die Kantonsschule Wettingen.

## Persönlichkeiten
- Paul Haller (1882–1920), Schriftsteller
- Erwin Haller (1885–1971), Lehrer und Germanist, Editor der Werke seines Bruders Paul